# 塔沙坡清真寺
塔沙坡清真寺，位于中国青海省循化县孟达乡塔沙坡村，1998年12月22日公布为第六批青海省文物保护单位，2013年3月5日公布为第七批全国重点文物保护单位。